# Signature virale
Une signature virale est une portion du code d'un virus informatique. On la retrouve dans les fichiers dits infectés par ce même virus. La signature virale permet à un logiciel antivirus de confirmer la présence d'un virus informatique et de l'identifier,,.

## Utilisation
Les signatures virales sont utilisées par la plupart des logiciels antivirus pour fonctionner. Ces-derniers enregistrent des signatures virales à chaque infection, et les intègrent à leur base de données. Par la suite, en comparant le contenu de leur base de signatures avec le code des fichiers présents sur un ordinateur, le logiciel antivirus pourra détecter le virus informatique et l'éradiquer,.